# Fosse Kellingley
Kellingley (Kellingley Colliery en anglais) est une houillère faisant partie du bassin houiller du Yorkshire-Nottinghamshire, située dans le comté anglais du Yorkshire du Nord, à deux kilomètres à l'est de Knottingley. Appartenant à l'entreprise privée UK Coal, il s'agissait de la dernière mine souterraine de Grande-Bretagne à être encore en activité du début du XXIe siècle jusqu'à sa fermeture définitive le 18 décembre 2015.

## Histoire
La construction des installations débute en 1958. Sept ans plus tard, en 1965, la production démarre. En janvier 1995, à la suite de la privatisation des charbonnages britanniques (National Coal Board, NCB), la société RJB Mining rachète la mine, comme la plupart des mines de la région.
La fosse de Kellingley est touchée, comme beaucoup d'autres installations minières du Yorkshire, par la grande grève des mineurs de 1984-1985.
En 2015, la fosse de Kellingley est la dernière mine de charbon du Yorkshire encore en activité. La houille est alors extraite dans la veine de Beeston, à 700 mètres sous terre. Après l'épuisement du filon, l'exploitation de la veine de Silkstone était envisagée. Elle est située à une profondeur de 650 mètres, avec des réserves estimées à 21 millions de tonnes.
Kellingley était la dernière mine de charbon souterraine britannique (il reste quelques exploitations à ciel ouvert). Le charbon de Kellingley coûtait 43 livres la tonne à la production, contre 30 livres pour le charbon importé de Russie ou de Colombie,. 
C'était l’une des plus grandes mines d’Europe, et la plus grande de Grande-Bretagne, lorsqu’elle avait été ouverte au début des années 1960.

## Sources
- (en) Miner's Advice
- (en) UK Coal